# 嘉興市秀州中學
嘉興市秀州中學（英文：Kashing High School），成立于1896年，是浙江省嘉興市的一所省一級重點中學，簡稱秀中或嘉二中。現高中部校址位於嘉興市禾興北路1309號，初中部校址位於環城東路75號。

## 歷史
- 1896年，学校成立，开始时是传教士办的一所男童学校（small boy school）。
- 1900年，发展为秀州书院，裴来仪任校长。
- 1918年，定名为嘉兴基督教秀州中学校，为当时嘉兴七县最高学府。
- 1922年，创办校刊《秀州钟》。
- 1927年，向教会收回教育权，成为中国人自己创办的独立学校。
- 1937年，抗日战争爆发，秀州师生流亡上海组建华东基督教联合中学。
- 1942年，避往江西赣县成立赣县基督教联合中学（赣州联中）。
- 1946年，战后回嘉兴项家漾故址复校。
- 1952年，学校改为公办，改名为嘉兴第二中学。
- 1960年，学校升格为嘉兴工学院。
- 1962年，嘉兴工学院停办，重建嘉兴市第二中学。
- 1982年，学校复名为秀州中学。
- 1995年，学校被评为浙江省首批“综合高中”。
- 2002年，学校初高中部分开办学，初中部改名秀州中学分校。
- 2005年，学校被评为浙江省一级重点中学。
- 2007年，学校被评为“浙江省百年名校一百强”。[1]
- 2015年，学校被评为浙江省一级普通高中特色示范学校。[2]
- 2017年，学校被评为嘉兴市19楼5·20示爱母校“我最爱的高中”第一名。[3]

## 师资情况
學校占地面积79152平方米，校舍建筑面积60410平方米，教学及辅助用房20621平方米，行政办公用房5571平方米，教室52个。截止2018年底，共有52（36+16）个班级，在校学生2034人，在职在编教职工214人，其中专任教师208人，高级职称92人，中级职称85人。其中有浙江省学科高级访问学者、浙江省新课程实验专业指导委员会成员、新世纪专业技术后备人才，有多名教师是浙江省各学科会考命题组成员。还拥有一批省优秀教师、市名师、专业学科带头人等。

## 校风
团结 勤奋 严谨 求实

## 校训

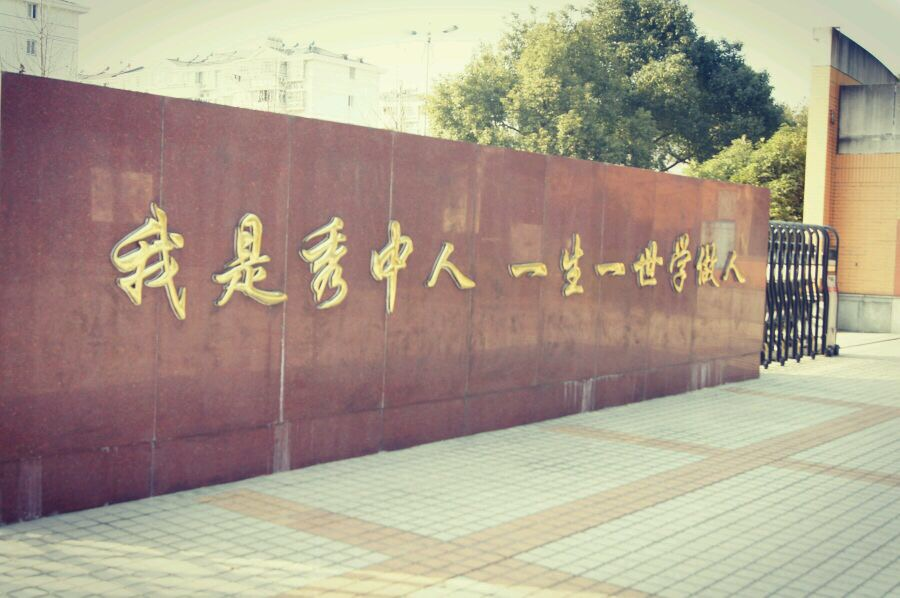
秀州中学校訓

我是秀中人，一生一世学做人。
愛國、愛校、民主、科學

## 校刊
早期校刊：
- 《秀州钟》嘉兴市档案馆珍藏着全套18期。《秀州钟》在2002年被评为首批浙江省档案文献遗产。

1922年3月15日，由学校爱国会、学校市、青年会、校友会联合创办，聘黄式金等师长为顾问，4月1日出版第一期，其形式为杂志式年刊。到1937年共出刊十六期（其中第三期刊名由著名教育家黄炎培题写）；抗日战争期间，秀州中学在流亡中坚持办学，以教育救国，1940年为上海华东联合中学时出刊了第十七期；1946年春秀州中学返回嘉兴复校，10月31日出刊了最后一期——第十八期。《秀州钟》之所以要以“钟”命名，正如发刊辞所说：第一层意义是“纪念”，“纪念这只经历20余年变迁仍高悬于尖楼上有功于吾校的大钟”；第二层意义是“普及”，“高处的钟声，可以普遍地传达到远的四周；我们希望本刊像钟般，也能遍传到各地方”，“我们要秀州钟声悠久辽阔”，“我们都是打钟的人哟！”
- 每期《秀州钟》设有论述、研究、文苑、小说、杂俎、记载及附录等栏目，也登载嘉兴各界广告。各栏目所载的内容，既有校长、主任、老师的写作，也有高中、初中学生的文字，大家都是打钟者，又都是发言者。其中包含：全校师生继承发扬“五四”精神的思想和实际行动，要革命，要民主，要科学，反对帝国主义和封建主义，特别是反对日本帝国主义和汉奸卖国贼；联系实际，学习实践先进的教育思想教学方法，坚持学校教育第一，学习做人；德智体美劳群全面发展，严谨教学，打好基础；总结宣扬辛亥革命、“五四”运动以及以爱国主义为核心的育人经验、科学施教，展示人才辈出、群星璀璨的丰硕成果；开展广博的文、理、外语教育教学等各方面的科学研究和学术交流；发表包括本校校友在内的国内外知名学者、专家、教授来校讲演稿；报道师生爱国爱校捐建校舍、献物支前、募款赈灾义举和开展德智体美劳群各种竞赛活动等等大量历史人文大事。同时，也载有不少有关嘉兴革命、社会、教育、人文等大事件。
- 《秀州钟》记载了秀州中学在20世纪20年代还有一项非常成功的教育制度，就是工读自助（现在叫勤工俭学），这是为帮助清寒学生而建立的。第8期《秀州钟》载有：学校设“自助部”，订有简章，清寒学生预先填写志愿书，向事务室报名，经选定后正式通告。同样，当时学校开展的平民教育也是特色之一。[4]

## 奖励
- 魏永康奖学金
- 陈省身奖学金
- 黄家桢奖学金
- 思益级奖学金
- 陆扬烈文学奖
- 顾惠人、俞沧泉奖学金

## 校友会
1920年11月25日，毕业（留禾）同学与在校同学假窦维思先生宅举行筹备会，推定第一届毕业包涵空为校友会之滥觞。   1920年12月27日举行成立大会，出席40余人。通过章程，选举职员：会长包涵空，副会长黄式金，书记曹之竞，文牍毛拔，会计顾葭滨，介绍部长凌希陶，交谊部长袁伯樵，辅助部长褚金城。

## 著名校友

### 中国科学院院士
- 程开甲[5]
- 陈省身[6]
- 李政道
- 潘文渊
- 陈世骧
- 方怀时
- 钦俊德
- 谭其骧[7]
- 顾功叙
- 周廷冲
- 周廷儒

### 知名学者和专家
- 许国璋[8]
- 吴世昌
- 朱生豪
- 黄源
- 方先之
- 陸欽侃
- 徐舜寿

## 秀州中学名人馆
以“秀中历史文脉”为主题，建立秀中校友名人馆，激励秀中人奋发图强实现新发展。学校着力挖掘校史文化，组织人员搜集、整理秀中校友资料，建设秀中校友“名人馆”，以此展示秀中名人风采，弘扬秀中名人精神，传承秀中名人思想。2018年底，秀中名人馆基本完工，展馆共收入了陈省身、程开甲、李政道等知名校友共计377人。

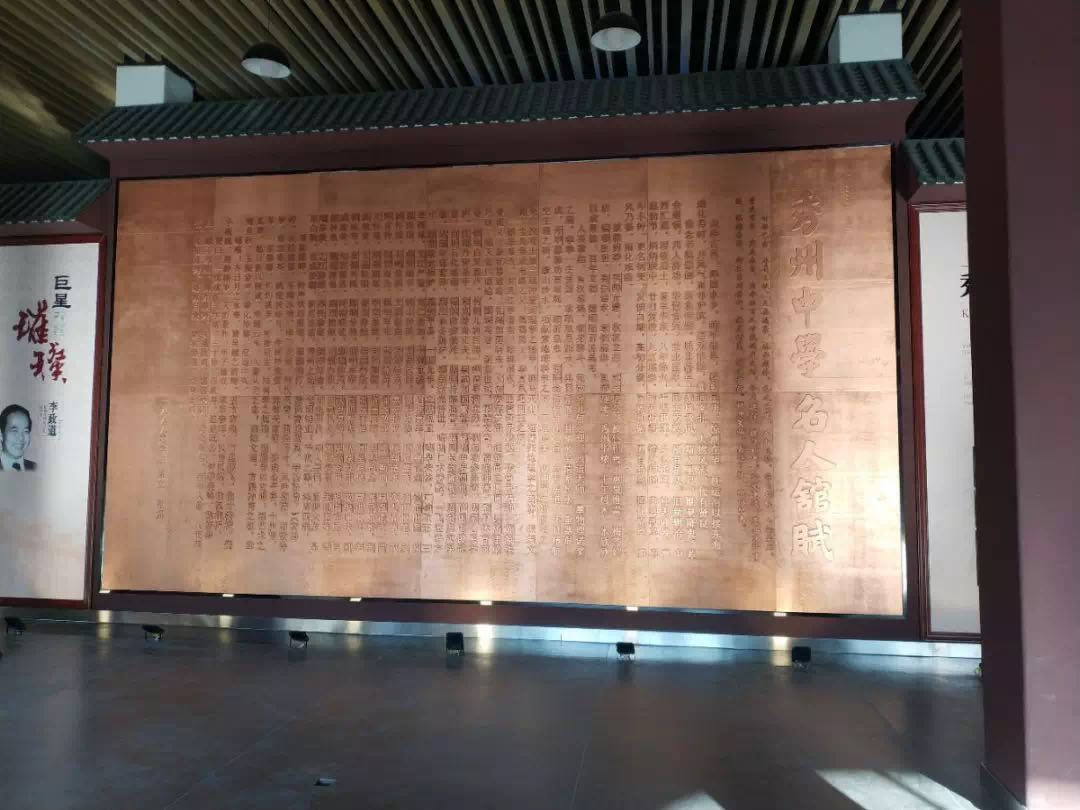
秀州中學名人館賦
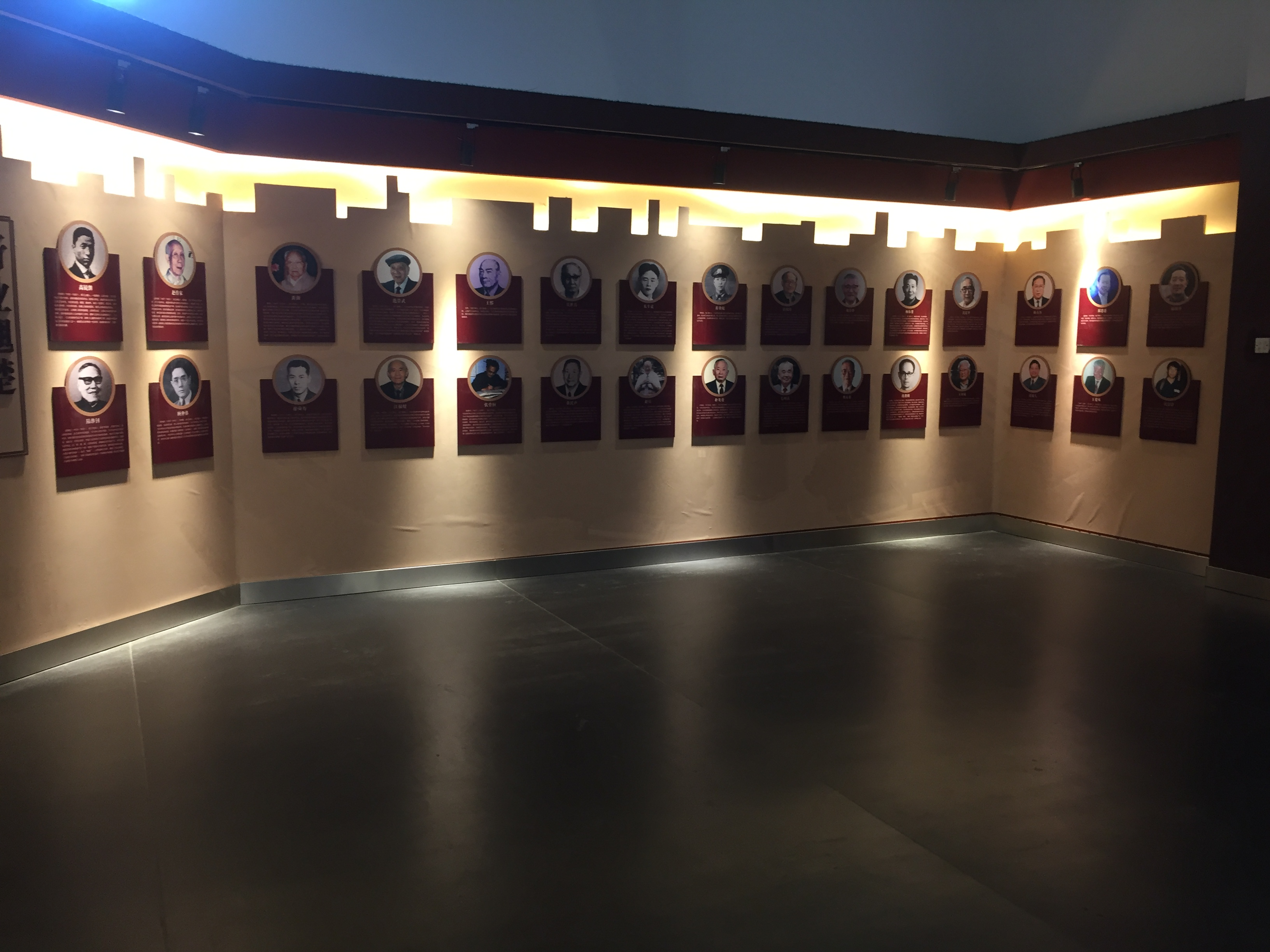
秀州中學名人館